# 弗雷格特島
弗雷格特島（Frégate Island）是東非國家塞舌爾的島嶼，位於馬埃島以東55公里，長2.3公里、寬1.2公里，面積2.19平方公里，是該國最東端的花崗岩島，最高點海拔高度125米，居民人口約208。

## 外部連結
- Official website （页面存档备份，存于）

4°35′S 55°56′E / 4.583°S 55.933°E